# Michael Fredriksson
Michael Fredriksson, född den 11 mars 1949, är en svensk före detta kortdistanslöpare. Han utsågs 1972 till Stor grabb nummer 283 i friidrott. Han tävlade för Örgryte IS, MAI och Heleneholms IF.
Svensk juniorrekordhållare 400 m på 47,3 samt rekordhållare 300m. 
Fredriksson var svensk rekordhållare på 400 m åren 1974 till 1981. Han var med i det segrande svenska stafettlaget på 4x400 m vid inne-EM i Göteborg 1974. Han vann tre SM-titlar utomhus och två inomhus på 400 m.

## Karriär
1970 vann Fredriksson sitt första SM-tecken på 400 m, med tiden 47,0. 
Under inomhussäsongen 1972 blev Fredriksson mästare på 400 m, på 48,3. Även utomhus vann han detta år SM på 400 m (47,0). Han deltog i OS 1972, men är där noterad som att han inte startade på 400 m.
Fredriksson deltog 1973 vid inne-EM i Rotterdam och slogs där ut i försöken på 400 m.
Under inomhussäsongen 1974 var han vid EM i Göteborg med i det svenska stafettlaget 4x400 m som vann guldmedaljen. Han deltog även individuellt på 400 m men blev utslagen i försöken. Utomhus 1974, den 20 juli slog han Anders Faagers svenska rekord på 400 m från 1973 (45,9) med ett lopp på 45,8. Han fick behålla rekordet tills Eric Josjö med elektrisk tidtagning lyckades förbättra det 1981. 1974 deltog han också vid EM i friidrott i Rom där han kom sexa på 400 m på 46,12.
1975 tog Fredriksson hem 400 m vid inomhus-SM för andra gången, nu på 48,4. Vid inne-EM i Katowice tog han sig till semifinal på 400 m innan han blev utslagen. Under utomhussäsongen detta år presterade han den 3 augusti också den dittills bästa svenska el-tiden på 200 m (21,00) - det manuellt tagna rekordet, 20,7, gällde dock fortfarande.
1976 vann Fredriksson sitt sista SM-guld på 400 m, med resultatet 46,46.
1977 var han åter med vid inne-EM, men slogs ut i försöken på 400 m.